# Lvkv m/43
Луфтвернсканонвагн м/43 (швед. Luftvärnsvärnskanonvagn m/43, luftvärnsvärnskanonvagn — противовоздушная пушечная машина), сокращённо — Лвкв м/43 (швед. Lvkv m/43) — шведская зенитная самоходная установка. Разработанa компанией «Ландсверк» (швед. «Landsverk») в 1943 году на удлинённом шасси лёгкого танка Landsverk L-60 и в 1947 году принятa на вооружение шведской армии. Всего было произведено 17 машин.

## Описание конструкции
Lvkv m/43 имела отделение управления в лобовой, боевое отделение — в средней и моторно-трансмиссионное отделение — в кормовой части машины. Штатный экипаж Lvkv m/43 состоял из четырёх человек: .